# Корориа, Шем
Шем Корориа — кенийский бегун на длинные дистанции. Чемпион мира по полумарафону 1997 года в личном первенстве. Победитель 10-и километрового Брюнсюмского пробега 1997 года. Серебряный призёр чемпионата мира по полумарафону 1998 года в командном зачёте. В 1999 году занял 3-е место на Нью-Йоркском марафоне с результатом 2:09.32. Занял 13-е место на Лондонском марафоне 2000 года, показав время 2:12.28.
На Олимпийских играх 1996 года занял 9-е место в беге на 5000 метров.